# أندي باول (مغني)
أندي باول (بالإنجليزية: Andy Powell)‏ هو عازف قيثارة ومغني ومغن مؤلف بريطاني، ولد في 19 فبراير 1950 في لندن في المملكة المتحدة.

## وصلات خارجية
- أندي باول على موقع IMDb (الإنجليزية)
- أندي باول على موقع ميوزك برينز (الإنجليزية)
- أندي باول على موقع أول ميوزيك (الإنجليزية)
- أندي باول على موقع ديسكوغز (الإنجليزية)